# Acanthomysis californiensis
Acanthomysis californiensis är en kräftdjursart som beskrevs av Murano. Acanthomysis californiensis ingår i släktet Acanthomysis och familjen Mysidae. Inga underarter finns listade i Catalogue of Life.